# هاري وتون
هاري وتون (بالإنجليزية: Harry Wootton)‏ (1896 في المملكة المتحدة - 1964) هو لاعب كرة قدم بريطاني (وحمل سابقاً جنسية المملكة المتحدة لبريطانيا العظمى وأيرلندا) في مركز الدفاع. لعب مع ستوك سيتي ونادي كرو ألكساندرا وستافورد رينجرز.